# Émile Dumas (homme politique)
Pour les articles homonymes, voir Émile Dumas et Dumas.
Émile Dumas, né le 18 novembre 1873 à Saint-Amand-Montrond (Cher) et mort le 15 mai 1932 aux Lilas (Seine-Saint-Denis), est un homme politique français.

## Biographie
Ouvrier ajusteur, il adhère très tôt au parti socialiste et devient le correspondant local du journal l'Humanité. Il est député socialiste du Cher de 1910 à 1919, siégeant au groupe socialiste. Après sa défaite en 1919, il reprend ses activités de journaliste. Il fut également maire de Saint-Amand-Montrond (Cher).